# El Vendrell (kommun)
El Vendrell är en kommun i Katalonien, Spanien, i den östra delen av landet. Den är blägen i provinsen Tarragona, 400 km öster om huvudstaden Madrid. Antalet invånare är 36 647. Arean är 37 kvadratkilometer. El Vendrell gränsar till Albinyana, Santa Oliva, Bellvei, Calafell och Roda de Barà. 
Terrängen i El Vendrell är platt åt sydost, men åt nordväst är den kuperad.